# یورگن مولمان
یورگن مولمان (انگلیسی: Jürgen Möllemann؛ ۱۵ ژوئیه ۱۹۴۵ – ۵ ژوئن ۲۰۰۳) سیاست‌مدار اهل آلمان بود.
یورگن مولمان در ۵ ژوئن ۲۰۰۳، در سن ۵۷ سالگی خودکشی کرد.